# エンゼルプレイングカード
エンゼルプレイングカード株式会社（英称:Angel Playing Cards Co.,Ltd.）は、京都府京都市下京区に本社を置く、トランプを主とするゲーム用カードの製造販売をおこなう企業である。

## 会社概要
トランプをメインに花札、百人一首、タロットカード、ゲーム用パズルなどの製造販売をおこなう。
国内でのシェアは任天堂に次いで2位に位置し、また同社のトランプは、海外のカジノなどで多数用いられている。
滋賀県東近江市に関連会社2社を持つ。